# Ophelia
Ophelia (лат.) — род морских кольчатых червей из инфракласса Scolecida класса многощетинковых. В ископаемом виде неизвестны. Типовой род семейства Opheliidae.

## Описание
Длина тела от нескольких миллиметров до 5,5 см, они обладают простыми жабрами и имеют вентральную бороздку только на задних сегментах. Как и у представителей рода Travisia, параподии очень маленькие и находятся в зачаточном состоянии, так что щетинки кажутся расположенными непосредственно на стенке тела. Передняя часть тела не отделена от грудной части перетяжкой. Анальный циррус состоит из пары более крупных вентральных сосочков и нескольких более мелких задних сосочков, расположенных поперечными рядами. Характерной чертой рода является то, что только три сегмента имеют нефридии, шесть выходов которых могут располагаться на гребнях параподий или рядом с ними.

## Систематика
На март 2025 года в род включают 37 видов:
1. Ophelia africana Tebble, 1953
2. Ophelia agulhana Day, 1961
3. Ophelia algida Maciolek & Blake, 2006
4. Ophelia amoureuxi Bellan & Costa, 1988
5. Ophelia anomala Day, 1961
6. Ophelia ashworthi Fauvel, 1917
7. Ophelia assimilis Tebble, 1953
8. Ophelia barquii Fauvel, 1927
9. Ophelia bicornis Savigny, 1822
10. Ophelia bipartita Monro, 1936
11. Ophelia borealis Quatrefages, 1866
12. Ophelia bulbibranchiata Hartmann-Schröder & Parker, 1995
13. Ophelia capensis Kirkegaard, 1959
14. Ophelia celtica Amoureux & Dauvin, 1981
15. Ophelia dannevigi Benham, 1916
16. Ophelia denticulata Verrill, 1875
17. Ophelia elongata Hutchings & Murray, 1984
18. Ophelia formosa (Kinberg, 1866)
19. Ophelia glabra Stimpson, 1853
20. Ophelia kirkegaardi Intes & Le Loeuff, 1977
21. Ophelia koloana Gibbs, 1971
22. Ophelia laubieri Bellan & Costa, 1988
23. Ophelia limacina (Rathke, 1843)
24. Ophelia magna (Treadwell, 1914)
25. Ophelia multibranchia Hutchings & Murray, 1984
26. Ophelia neglecta Schneider, 1887
27. Ophelia peresi Bellan & Picard, 1965
28. Ophelia praetiosa (Kinberg, 1866)
29. Ophelia profunda Hartman, 1965
30. Ophelia pulchella Tebble, 1953
31. Ophelia radiata (Delle Chiaje, 1828)
32. Ophelia rathkei McIntosh, 1908
33. Ophelia roscoffensis Augener, 1910
34. Ophelia rullieri Bellan, 1975
35. Ophelia simplex Leidy, 1855
36. Ophelia translucens (Katzmann, 1973)
37. Ophelia verrilli Riser, 1987